# Мирер, Семён Исаакович
Семён Исаакович Мирер (при рождении Шолом Ицкович Мирер, идиш שלום מירער‎ — Шо́лем Ми́рер; 1904, Ляды, Горецкий уезд, Могилёвская губерния — 1990, Москва) — русский советский писатель, фольклорист-сказочник, автор книг для детей. Член Союза писателей СССР с 1932 года.

## Биография
Родился в 1904 году в Лядах в купеческой семье — его отец, купеческий староста Ицка Шмульевич (Иче-Мунес) Мирер (?—1934), был занят в торговле железно-скобяными товарами; мать — Ривка Мирер, домохозяйка. Был предпоследним из девяти детей (младшим сыном), из которых выжили семеро. С детских лет был близким другом писателя Дойвбера Левина. До поступления в Московский университет в 1920 году жил в Лядах, где окончил трудовую школу. В это время начал писать художественную прозу (первая повесть на иврите называлась «Я и пленные»). В двадцатилетнем возрасте опубликовал собранные им народные сказки на идише. 
Выпускник историко-филологического факультета МГУ. 
Занимался сбором и литературной обработкой устного фольклорного материала, главным образом сказок и устной истории. На основе собранных материалов написал ряд сборников рассказов для детей и юношества, в том числе ленинианы. Публикация книги устных рассказов уральских рабочих о гражданской войне «Революция» вызвала общественную дискуссию о новом в стране жанре — «народном рассказе». В 1940 году на основе собранных им в Крыму материалов опубликовал книгу о персонаже крымско-татарского фольклора Ахмете Ахае Озенбашском, в которую вошёл ряд собранных им сказок. Сотрудничал в журнале «Мурзилка».
Умер в августе 1990 года в Москве.

## Семья
Жена (с 1929 года) — Мария Алексеевна Мирер (урождённая Володяева, 1911—1991), родом из села Нарышкино Рязанской губернии, соавтор книги мужа «Дело чести» (1931), автор книги «Записки многодетной матери» (1960). Восемь детей (пятеро сыновей, три дочери).
Дочь — Аталия Семёновна Беленькая (род. 1939), педагог, журналист, писатель, член Союза журналистов и Союза писателей Москвы.

## Книги
- Дело чести. Устные рассказы рабочих о социалистическом соревновании. Запись С. И. Мирер и М. А. Мирер. М.: Издательство ВЦСПС, 1931. — 151 с.
- Революция. Устные рассказы уральских рабочих о гражданской войне (с В. Н. Боровиком). М.—Л.: ОГИЗ — Государственное издательство художественной литературы, 1931. — 454 с.
- Рассказы рабочих о Ленине. Пред. Н. К. Крупской. М.: Промиздат, 1934. — 140 с.
- Рассказы рабочих о Ленине. В помощь пионервожатому. Библиотека «Огонёк», № 57. М.: Журнально-газетное объединение, 1937. — 47 с.
- Ленин в Сокольниках. Рассказы рабочих и служащих Лесной школы в Сокольниках. Записал С. Мирер. М.: Молодая гвардия, 1938. — 32 с.
- Фольклор Горьковской области. Сказки. Запись В. Н. Боровик и С. И. Мирер. Горький, 1939. — 348 с.
- Ахмет Ахай Озенбашский. Первая книга сказок. Сказки крымских татар. М.: Советский писатель, 1940. — 296 с.
- שלום מירער. אַנטיקלעריקאַלע פֿאָלקס-מעשׂיות, פֿאָלקלאָרישע פֿאַרנאָטירונגען — Антиклерикальные народные сказки, фольклорные записи (на идише). М.: Дер Эмес, 1940. — 116 с.
- Антирелигиозные народные сказки (для эстрады и художественной самодеятельности). Сост. С. И. Мирер. М.: Всесоюзный дом народного творчества имени Н. К. Крупской, 1941. — 26 с.
- Ленинское слово. Рассказы о В. И. Ленине (с В. Н. Боровиком). Школьная библиотека (для начальной школы). М. Детгиз, 1960 и 1961. — 142 с.
- Лодочка. Рассказы о В. И. Ленине для дошкольного возраста. М.: Детгиз, 1962 и 1963. — 29 с. и 31 с.